# 絶交郷愁/雨色ホログラム
「絶交郷愁 / 雨色ホログラム」（ゼッコウノスタルジック / アマイロホログラム）は、CYNHNの楽曲。CYNHNの4枚目のシングルとして2018年12月12日に発売された。発売元はI BLUE。

## 概要
前作となる3rdシングル『タキサイキア/So Young』から、メンバーそれぞれがメインヴォーカルを務める曲をリリースしている。今回のメインヴォーカルは「絶交郷愁」を崎乃奏音、「雨色ホログラム」を月雲ねるが担当した。
MVは、前作からスタートした「演じまスウィーニープロジェクト」第2弾として、崎乃奏音、月雲ねるが主演を務める“ドラマ仕立て”の内容となっている。アートディレクターに阿部優子（ASOBISYSTEM）を起用したビジュアルワークは、CYNHNのイメージカラー“青”を全面に打ち出したデザインに。
シングルは初回限定盤A（TECI-647）と初回限定盤B（TECI-648）と通常盤（TECI-649）の3種リリースで、初回限定盤Aには「絶交郷愁」のMusic Video & メイキング、初回限定盤Bには「雨色ホログラム」のMusic Video & メイキング」を収録したDVDが同梱されている。
また初回限定盤にのみカップリング曲が収録されており、初回限定盤Aでは桜坂真愛センター曲「くれーるクレーン」、初回限定盤Bでは綾瀬志希センター曲「Sing and Treat」が収録されている。
「絶交郷愁」はステージ構成をメンバーの崎乃奏音、振付を月雲ねるが担当。「雨色ホログラム」も月雲ねるが振付を担当した。

## シングル収録内容

### 初回限定盤A
| #         | タイトル             | 作詞・作曲 | 編曲      | 時間  |
| --------- | -------------------- | ---------- | --------- | ----- |
| 1.        | 「絶交郷愁」         | 渡辺翔     | 伊藤賢    | 4:06  |
| 2.        | 「雨色ホログラム」   | 土川大輔   | 土川大輔  | 4:00  |
| 3.        | 「くれーるクレーン」 | 渡辺翔     | 中西亮輔  | 3:44  |
| 合計時間: | 合計時間:            | 合計時間:  | 合計時間: | 11:50 |

| #  | タイトル                  | 作詞 | 作曲・編曲 |
| -- | ------------------------- | ---- | ---------- |
| 1. | 「絶交郷愁 Music Video」  |      |            |
| 2. | 「絶交郷愁 MVメイキング」 |      |            |

### 初回限定盤B
| #         | タイトル           | 作詞・作曲 | 編曲      | 時間  |
| --------- | ------------------ | ---------- | --------- | ----- |
| 1.        | 「絶交郷愁」       | 渡辺翔     | 伊藤賢    | 4:06  |
| 2.        | 「雨色ホログラム」 | 土川大輔   | 土川大輔  | 4:00  |
| 3.        | 「Sing and Treat」 | 渡辺翔     | 竹市佳伸  | 3:30  |
| 合計時間: | 合計時間:          | 合計時間:  | 合計時間: | 11:36 |

| #  | タイトル                        | 作詞 | 作曲・編曲 |
| -- | ------------------------------- | ---- | ---------- |
| 1. | 「雨色ホログラム Music Video」  |      |            |
| 2. | 「雨色ホログラム MVメイキング」 |      |            |

### 通常盤
| #         | タイトル                     | 作詞・作曲 | 編曲      | 時間  |
| --------- | ---------------------------- | ---------- | --------- | ----- |
| 1.        | 「絶交郷愁」                 | 渡辺翔     | 伊藤賢    | 4:06  |
| 2.        | 「雨色ホログラム」           | 土川大輔   | 土川大輔  | 4:00  |
| 3.        | 「絶交郷愁 Inst Ver.」       |            |           | 4:06  |
| 4.        | 「雨色ホログラム Inst Ver.」 |            |           | 4:00  |
| 合計時間: | 合計時間:                    | 合計時間:  | 合計時間: | 16:12 |